# Ковезино
Ковезино — село в Некоузском районе Ярославской области России. 
В рамках организации местного самоуправления входит в состав Некоузского сельского поселения, в рамках административно-территориального устройства относится к Новинскому сельскому округу.

## География
Расположено на берегу реки Катка в 17 км на юго-запад от районного центра села Новый Некоуз. 

## История
Каменная Троицкая церковь построена в 1864 году на средства прихожан. Престолов в ней было три: Святой Троицы, Покрова Пресвятой Богородицы и Святаго Благовернаго князя Александра Невского. 
В конце XIX — начале XX века село входило в состав Галицинской волости Мышкинского уезда Ярославской губернии.
С 1929 года село входило в состав Галицынского сельсовета Некоузского района, в 1945 — 1959 годах — в составе Масловского района, с 1959 года — в составе Новинского сельсовета, с 2005 года — в составе Некоузского сельского поселения.

## Население
| 1859 | 2002 | 2007 | 2010 |
| ---- | ---- | ---- | ---- |
| 52   | ↘4   | →4   | ↘2   |

## Достопримечательности
В селе расположена недействующая Церковь Троицы Живоначальной (1864).